# جيف ساذرلاند
جيف ساذرلاند (بالإنجليزية: Jeff Sutherland)‏ هو عالم حاسوب ومبرمج أمريكي، ولد في 20 يونيو 1941 في نورث أتلبورو في الولايات المتحدة.

## وصلات خارجية
- جيف ساذرلاند على موقع ميوزك برينز (الإنجليزية)